# Granica algiersko-marokańska
Granica algiersko-marokańska – granica międzypaństwowa o długości 1601 kilometrów dzieląca terytoria Maroka i Algierii.
Na północy granica przebiega na wybrzeżu Morza Śródziemnego pomiędzy algierskim miastem Marsa Ben M'Hidi i marokańskim – Saïda i biegnie w kierunku południowym. Następnie, pomiędzy marokańskim Fukajkiem i algierskim Beni Ounif, przybiera kierunek południowo-zachodni, omija Baszszar, dochodzi do Wadi Dara i do styku granic Algierii, Maroka i Sahary Zachodniej na zachód od Tinduf.
Granica powstała po wojnie francusko-marokańskiej w 1844 roku (traktat Lalla Maghinia, 1845) i stanowiła 140-kilometrowy odcinek granicy na północy od Morza Śródziemnego do Teniet-Sassi. Kolejne odcinki granicy powstawały w 1903, 1912 i 1934 roku (w regionie Tinduf).
Po odzyskaniu niepodległości przez Maroko (1956) i Algierię (1962) przebieg granicy był kwestionowany przez Maroko (roszczenia marokańskie do obszaru Tinduf).
15 czerwca 1972 roku w Rabacie podpisano konwencję uznającą przebieg granicy, ratyfikowana została przez parlament algierski w 1973 r. i przez Maroko w 1992 roku.
Granica w 1994 roku została zamknięta z powodu konfliktów (Algieria wspiera niepodległość Sahary Zachodniej, a Maroko jest temu przeciwne, w związku z czym oba kraje pozostają w stanie konfliktu – dodatkowo Maroko, jako że algierscy terroryści zaatakowali hotel w Marrakeszu, nałożyło obowiązek wizowy na Algierczyków, co było iskrą do zamknięcia granicy).